# 迪翁迪奧里
迪翁迪奧里（法語：Diondiori），是馬里的城鎮，位於該國中部，由莫普提區的泰南庫省負責管轄，面積824平方公里，海拔高度267米，2009年人口20,160，人口密度每平方公里24人。